# 达纳·安德鲁斯
卡弗·达纳·安德鲁斯（英語：Carver Dana Andrews，1909年1月1日—1992年12月17日）是一名美国黑色电影演员，活跃于1940年代，成名作是《罗娜秘记》和《黄金时代》。

## 生平
出生于美国密西西比州柯林斯附近的一个农场，不久后全家搬到亨茨维尔，安德鲁斯在此就读萨姆休斯顿州立大学。1931年，他前往洛杉矶寻找当歌手的机会，夜间学习音乐，1938年，塞缪尔·戈德温签下他出演戏剧《Oh Evening Star》，一年后戈德温将安德鲁斯的合同卖给了20世纪福克斯，安德鲁斯开始在这里出演B级片。1942年在《柏林记者》（Berlin Correspondent）中首次担任主要角色。